# Gunnar Bucht
Gunnar Henrik Bucht (født 5. august 1927 i Stocksund, Sverige) er en svensk komponist, pianist, lærer og musikolog.
Bucht studerede komposition og musikologi på Uppsala Universitet hos Karl-Birger Blomdahl, og senere komposition i Berlin hos Carl Orff, og i Rom hos Goffredo Petrassi og i Paris hos Max Deutsch. Han er en produktiv komponist som har skrevet tolv symfonier, orkesterværker, kammermusik, operaer, sange, klaverstykker, og stykker for mange andre instrumenter. Han levede en tid som pianist, indtil han kunne forsørge sig sig selv ved privat undervisning og som freelance komponist.

## Udvalgte værker
- Symfoni nr. 1 (1952) - for orkester
- Symfoni nr. 2 (1953) - for orkester
- Symfoni nr. 3 (1954) - for orkester
- Symfoni nr. 4 (1957-1958) - for orkester
- Symfoni nr. 5 (1960) - for orkester
- Symfoni nr. 6 (1961-1962) - for orkester
- Symfoni nr. 7 (1970-1971) - for orkester
- Symfoni nr. 8 (1982-1983) - for orkester
- Symfoni nr. 9 (1988-1990) - for orkester
- Symfoni nr. 10 "Nådig Symfoni eller Berwalds Apoteose" (1993) - for orkester
- Symfoni nr. 11 (1993-1994) - for orkester
- Symfoni nr. 12 (1997) - for orkester